# Leon Panetta
Leon Edward Panetta (28 de junio de 1938) es un político demócrata e intelectual estadounidense de origen italiano. Desde 2009 fue director de la CIA y en julio de 2011 asumió el cargo de Secretario de Defensa tras su nombramiento por Barack Obama. Abandonó el Departamento de Defensa en febrero de 2013.

## Biografía
Leon Panetta nació en Monterey, California. Sus padres fueron Carmelina Maria Prochilo y Carmelo Frank Panetta, inmigrantes italianos de Siderno, Calabria, y propietarios de un restaurante. Sus primeros años los pasó en Monterey, donde ayudó en el restaurante y la granja familiar. Asistió a San Carlos Grammar School y Carmel Mission School, ambas escuelas católicas. Continuó su educación secundaria en Monterey High School, donde se involucró en las políticas estudiantiles y fue miembro de la organización juvenil Junior State of America. Fue presidente del consejo estudiantil de su colegio. En 1956 ingresó a la Universidad Santa Clara, y en 1960 se graduó magna cum laude en la licenciatura de Ciencias Políticas. En 1963 obtuvo su título en Derecho de la facultad de Leyes de la Universidad de Santa Clara. En 1964 se enroló en el Ejército de los Estados Unidos como subteniente.

## Carrera política
Leon Panetta comenzó su carrera política como republicano y estuvo a cargo durante parte de la presidencia de Richard Nixon de garantizar el cumplimiento de las leyes de igualdad educativa entre blancos y negros. En 1971 dejó esa función, y escribió un libro Bring us Together (Unámonos) sobre su experiencia durante la administración de Nixon. Poco después de abandonar el gobierno, Panetta se afilió al Partido Demócrata aduciendo que los republicanos se estaban alejando de las políticas de centro y trabajaban en contra de las leyes de derechos civiles.
Entre 1977 y 1993 sirvió como representante por California, un periodo que le permitió profundizar su conocimiento de los entresijos de la capital y durante el que presidió el Comité Presupuestario de la Cámara de Representantes de los Estados Unidos (1989-1993).
En 1993 pasó a ocupar el cargo de director presupuestario de la Casa Blanca y un año después Bill Clinton lo nombró su Jefe de Gabinete de la Casa Blanca donde estuvo hasta 1997.
Tras su salida de la administración Clinton, fundó junto a su esposa Silvia, el Panetta Institute, una organización sin ánimo de lucro que se centra en el servicio público y en la participación ciudadana en asuntos de importancia para el país. También trabajó como asesor del rector de la Universidad Estatal de California y fue profesor de política pública en la Universidad de Santa Clara.

## Director de la CIA y Secretario de Defensa
Con la llegada de Barack Obama a la presidencia de los Estados Unidos, Panetta volvió a la escena pública al ser nombrado por este como el director de la CIA, cargo que asumió en enero de 2009. Desde el 30 de junio de 2011 sucede a Robert Gates en la dirección del Pentágono y en su lugar como Director de la CIA fue designado el General David Petraeus.